# Zelotes flavitarsis
Zelotes flavitarsis este o specie de păianjeni din genul Zelotes, familia Gnaphosidae. A fost descrisă pentru prima dată de Purcell, 1908. Conform Catalogue of Life specia Zelotes flavitarsis nu are subspecii cunoscute.